# Attila bolivianus
Attila bolivianus е вид птица от семейство Tyrannidae.

## Разпространение
Видът е разпространен в Боливия, Бразилия, Колумбия и Перу.